# Trilobodrilus nipponicus
Trilobodrilus nipponicus is een borstelworm uit de familie Dinophilidae. Het lichaam van de worm bestaat uit een kop, een cilindrisch, gesegmenteerd lichaam en een staartstukje. De kop bestaat uit een prostomium (gedeelte voor de mondopening) en een peristomium (gedeelte rond de mond) en draagt gepaarde aanhangsels (palpen, antennen en cirri).
Trilobodrilus nipponicus werd in 1943 voor het eerst wetenschappelijk beschreven door Uchida & Okuda.